# Selección de rugby de Jamaica
La selección de rugby de Jamaica representa a este país en las competiciones oficiales de rugby union. Está controlada por la Federación Jamaicana de Rugby (Jamaica Rugby Football Union) fundada en 1946, que es un miembro de la Rugby Americas North (ex NACRA), una de las seis organizaciones regionales del World Rugby. Es conocida como Jamaica Crocs (Los Cocodrilos de Jamaica), en referencia a uno de los animales de la fauna del país.
A fecha de noviembre de 2016, los Cocodrilos de Jamaica están clasificados en el puesto 71.º de los rankings del World Rugby.

## Historia
Jamaica jugó su primer partido internacional de rugby en 1960 en un partido contra Trinidad y Tobago, perdiendo por 3-6.
Compite en el Rugby Americas North Championship, un torneo que incluye a las Bahamas, Barbados, las Bermudas, las Islas Caimán, Guyana, México, San Vicente y las Granadinas y Trinidad y Tobago.
Participó en la Clasificación para la Copa Mundial de Rugby de 2003 donde cayeron eliminados en la 1.º Ronda (Norteamérica) en la fase de clasificación americana para el Mundial de Rugby disputada en Trinidad y Tobago, perdiendo contra la anfitriona 51 a 5.
Trataron de clasificar para la Copa Mundial de Rugby de 2007 pero volvieron a quedar afuera de la clasificación mundialista ya que finalizaron en el tercer lugar del grupo de la primera ronda de Norteamérica.
Se volvió a inscribir en la Clasificación para la Copa Mundial de Rugby de 2011 y de 2015 pero en ambas oportunidades cayó eliminada en primera ronda por Guyana y una vez más fueron eliminados de la clasificatoria.

## Palmarés
- Rugby Americas North Cup (1): 2018

## Participación en copas

### Copa del Mundo
- no ha clasificado

### RAN Championship
- NACRA Championship 2001: 6º puesto[2]
- NACRA Championship 2005: 3º en el grupo[3][4]
- NACRA Championship 2008: 8º puesto[5]
- NACRA Championship 2011: semifinalista[6]
- NACRA Championship 2012: 3º en el grupo[7]
- NACRA Championship 2013: semifinalista[8]
- NACRA Championship 2015: no participó[9]
- RAN Championship 2016: 4º en el grupo[10]
- RAN Championship 2017: no participó[11]
- RAN Championship 2019: semifinalista
- RAN Championship 2024: Ganador de grupo
- RAN Championship 2025: Semifinalista

### Rugby Americas North Cup
- RAN Cup 2014: 2º en el grupo[12]
- RAN Cup 2018: Campeón invicto